# Biomedical Optics Express
Biomedical Optics Express (Kurzbezeichnung nach ISO 4: Biomed. Opt. Express) ist eine wissenschaftliche Fachzeitschrift mit Peer-Review, die seit 2010 existiert und als Onlinezeitschrift nach dem Open-Access-Modell von der Optical Society (OSA, früher Optical Society of America) herausgegeben wird.
Die Artikel in Biomedical Optics Express erscheinen ausgabenunabhängig online; die Zeitschriftenausgaben erscheinen monatlich. Der thematische Bereich der Artikel in Biomedical Optics Express umfasst Grundlagenforschung, technische Entwicklungen, biomedizinische Arbeiten und klinische Anwendungen mit Bezug zu Optik, Photonik und bildgebenden Verfahren aus der Optik.
Mit einem Impact Factor (IF) von 3,910 für das Jahr 2018 nimmt die Zeitschrift in der Statistik der Journal Citation Reports den fünfzehnten Platz unter 95 Journalen im Themenbereich Optik ein. Im Themenbereich „Radiologie, Nuklearmedizin und bildgebende Verfahren in der Medizin“ besetzt sie die 22. von 129 Positionen, in „Biochemische Forschungsmethoden“ den 12. von 79 Plätzen.
Wissenschaftlicher Herausgeber von Biomedical Optics Express ist Christoph Hitzenberger von der Medizinischen Universität Wien; sein Stellvertreter ist Adam Gibson vom University College London.